# Wilhelm Schneider-Didam
Wilhelm Schneider-Didam (* 14. Mai 1869 in Altenhundem, Provinz Westfalen; † 5. April 1923 in Düsseldorf) war ein deutscher Porträtmaler der Düsseldorfer Schule.

## Leben
Schneider-Didam besuchte 1886/1887 zunächst die Mal- und Zeichenschule des Städtischen Museums Köln. Von 1887 bis 1893 studierte er anschließend an der Kunstakademie Düsseldorf. Dort waren Hugo Crola, Peter Janssen der Ältere und vor allem der Porträtmaler Julius Roeting seine Lehrer. 1894 debütierte er in seiner ersten Ausstellung, die in der Düsseldorfer Galerie Schulte stattfand. Durch Porträts von Künstlerkollegen verschaffte Schneider-Didam sich bald einen Ruf als Maler vortrefflicher Herrenbildnisse. Bis zu seinem Tod lebte er in Düsseldorf, wo er Mitglied der Künstlervereinigung Laetitia und des Künstlervereins Malkasten war. Zusammen mit Eugen Kampf leitete er eine private Damenmalschule, welche sich zunächst auf der Jacobistraße 14a befand, Anfang des 20. Jahrhunderts im sogenannten Hungerturm gegenüber der Kunstakademie. Sibylle Ascheberg von Bamberg, Else von Beck, Gertrud Friedersdorff, Alice Jacobs und Paula Baruch, später Ehefrau von Paul Häberlin, gehörten zu seinen Schülerinnen.

## Werke (Auswahl)

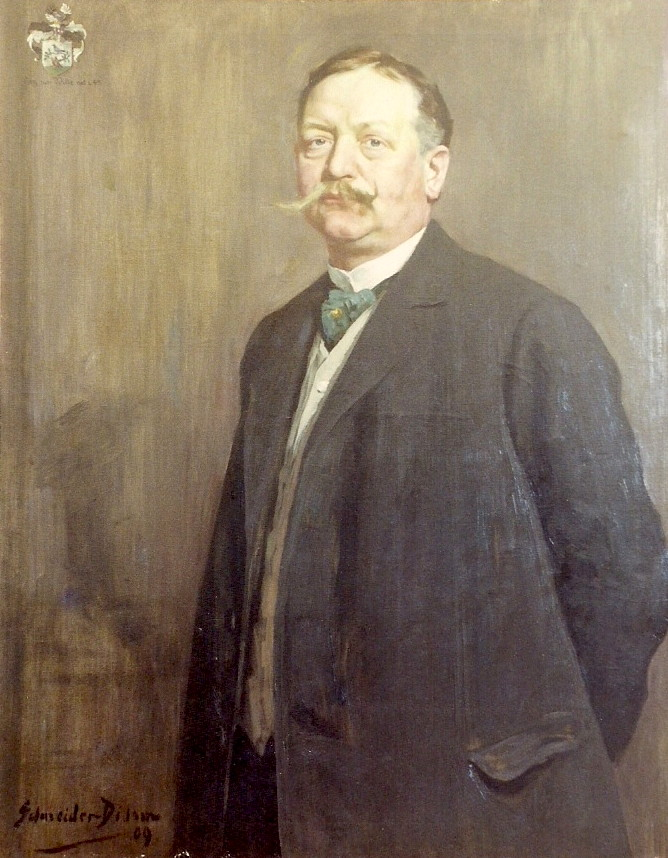
Fritz von Wille, Gemälde von Wilhelm Schneider-Didam, 1909

- Clemens Buscher, Porträt, 1897, Buscher-Museum, Gamburg
- Der Kunstkritiker, 1901[5]
- Hermann Carl Hempel, Porträt, 1907
- Fritz von Wille, Porträt, 1909, Fritz-von-Wille-Museum, Bitburg